# Andreas Andrée
Andreas Andrée, född 11 augusti 1802 i Stora Skedvi socken, död 3 oktober 1877 i Stockholm, var en svensk provinsialläkare och fotograf.
Andreas Andrée var från Dalarna provinsialläkare på Gotland 1832–1861. Vid sidan om sitt yrke ägnade han sig åt jakt och ornitologi, uppmuntrade till kallbad, propagerade för hästkött som människoföda, komponerade, spelade flöjt och författade. Dessutom intresserade han sig för dagerrotypi och var troligen den förste på Gotland som framställde fotografier. Han är troligen personen bakom de anonyma annonser som i september 1842 fanns införda i Wisby Weckoblad om utförande av "Porträttering med Daguerreotyp för godt pris". Ett år senare skriver han nämligen att han under ett år med en "liten och ofullständig" apparat utfört fotografier men nu beslutat sig för att införskaffa en bättre apparat från Wien och var beredd att ta på sig uppdrag om porträttering från intresserade.
Andreas Andrée var far till Elfrida Andrée och Fredrika Stenhammar. De är alla gravsatta på Norra begravningsplatsen utanför Stockholm.